# Subrahmanyan Chandrasekhar
Subrahmanyan Chandrasekhar (n. 19 octombrie 1910, Lahore, India Britanică – d. 21 august 1995, Chicago, Illinois, SUA) a fost un fizician, astrofizician și matematician indian laureat al Premiului Nobel pentru Fizică în 1983, pentru studiile teoretice asupra proceselor importante pentru structura și evoluția stelelor. El a împărțit acest premiu cu fizicianul american William Fowler.

#### Biografie
A absolvit Colegiu Prezidențial din Madras (1930). În anii 1933-1937 a lucrat la Universitatea din Cambridge (Marea Britanie). Din anul 1937 lucrează la Universitatea din Chicago (SUA). Este profesor la această Universitate din anul 1944.

#### Creația științifică
Lucrările principale se referă la astrofizica teoretică, magnetohidrodinamică, și, în speță, studiul structurii, evoluției și dinamicii stelelor, cercetarea atmosferelor stelare. A fost preocupat de stabilitatea hidrodinamică și hidromagnetică a stelelor, calculul modelelor stelare, proveniența razelor cosmice, fizica găurilor negre, fizica matematică și fizica cosmosului.
A elaborat teoria structurii interne a piticelor albe, a determinat limita superioară a masei acestora, denumită ulterior limita Chandrasekhar, a stabilit proporționalitatea inversă între masele și razele piticelor albe. A contribuit fundamental la înțelegerea structurii interne a stelelor și a atmosferelor acestora, dinamicii interacțiilor gravitaționale între stele în clustere de stele și galaxii. A separat variabilele în ecuația Dirac în cîmpul unei găuri negre Kerr de rotație(1976), ceea ce a constituit un pas fara precedent in dezvoltarea cercetărilor de teorie cuantica in campul gravitațional foarte intens al găurilor negre.

### Cărți publicate
- The mathematical theory of Black Holes, Clarendon Press, Oxford, Oxford University Press, N.Y., 1983

#### Distincții, premii, onoruri
- A fost membru al mai multor academii de științe din lume, inclusiv al Academiei de științe din India
- Medlaia B. Rumford (1957)
- Medalia H. Draper (1971)
- Medalia regală (1962)
- Premiul Nobel (1983)
- ș.a.